# 末次精一
末次 精一（すえつぐ せいいち、1962年（昭和37年）12月2日 - ）は、日本の政治家。
衆議院議員（1期）、長崎県議会議員（2期）を務めた。

## 来歴
長崎県佐世保市出身。藤原幼稚園卒園後、佐世保市立福石小学校入学。佐世保市立八幡小学校、佐世保市立清水中学校、青雲高等学校を経て、京都大学工学部卒。川崎製鉄（現：JFEスチール）に入社し、途中、アメリカ合衆国オハイオ州のアームコ社へ出向。当時バブル景気に乗り日本企業が米国内の不動産などを派手に買い占める様が反感を買っており、アメリカの友人に「日本人はずるい国民だ」と言われたことが転機となり、政治に関心を持つ。岡山県勤務の時、田中角栄元首相の秘書だった早坂茂三に「政治家になりたい」と手紙を送ったのがきっかけで早坂の紹介で1995年に小沢一郎衆議院議員の秘書となる。
2000年の第42回衆議院議員総選挙では東京7区から自由党公認で立候補するが、民主党の長妻昭、自由民主党の粕谷茂らの争いに埋没し、落選。その後帰郷し2003年の長崎県議会議員選挙に無所属で立候補するが、落選。2007年の県議選で初当選し、2期務める。
2012年11月19日、小沢が率いる国民の生活が第一が次期衆院選長崎4区に末次を擁立すると発表。翌12月の第46回衆議院議員総選挙では生活の合流先である日本未来の党から立候補するも、自由民主党の北村誠吾や民主党の宮島大典らの争いに埋没し落選。2014年12月の第47回衆議院議員総選挙では生活の党から立候補するも落選し、供託金も没収された。2016年7月の第24回参議院議員通常選挙では参議院比例区から立候補し、落選。
2017年1月、所属する自由党（生活の党から党名変更）が民進党と候補者の棲み分けで合意したことを受け、4区を宮島大典に譲り、末次は長崎3区に国替えした。同年10月の第48回衆議院議員総選挙では希望の党に合流し立候補するが、谷川弥一に敗れ落選。その後は自由党に復党後、2019年5月21日付で旧国民民主党に入党。6月19日に同党の長崎4区支部長に就任した（前述の宮島は長崎県議に転出）。
2021年10月の第49回衆議院議員総選挙では立憲民主党公認で長崎4区から立候補し、野党統一候補となったことや対立候補である北村の失言もあり小選挙区で猛追するも、惜敗。重複立候補していた比例九州ブロックで復活し、5度目の衆院選立候補にして初当選した。枝野幸男代表の辞任に伴う代表選挙（11月30日実施）では泉健太の推薦人に名を連ねた。
2022年12月13日の立憲民主党の常任幹事会で、次期衆議院議員総選挙において、改正公職選挙法に基づく新たな区割りとなる長崎3区からの立候補が内定しているが、2023年5月20日に長崎4区の現職であった北村誠吾が死去し、その欠員補充のための補欠選挙（改正前の区割りに基づく）が同年10月に行われることに伴い、立憲民主党は末次を同補選の公認候補とすることが決定した。同年10月10日の補選告示日に立候補を届け出たことにより、公職選挙法の規定により衆議院議員を退職した（自動失職）した。比例九州ブロック選出のため、選挙会により屋良朝博が繰り上げ当選した。
同月23日の投開票の結果、自民党新人で金子原二郎の長男の金子容三に敗れ落選した。
2024年10月の第50回衆議院議員総選挙では立憲民主党公認で長崎3区から立候補するも、自民党の政治資金パーティー裏金事件や、それ以前の統一教会（現在の世界平和統一家庭連合）との関係などの不祥事の報道の影響などにより、長崎県を含め、全国的に立憲民主党をはじめとする野党が有利になっていたにもかかわらず、自由民主党公認で前職の金子容三に再び敗れ、比例復活も叶わず落選した。

## 政策・主張

### 憲法
- 憲法改正について、2021年のNHK、毎日新聞社のアンケートで「反対」と回答[21][22]。
- 憲法9条への自衛隊の明記について、2021年のNHKのアンケートで「反対」と回答[21]。
- 憲法を改正し緊急事態条項を設けることについて、2021年の毎日新聞社のアンケートで「賛成」と回答[22]。

### 外交・安全保障
- 敵基地攻撃能力の保有について、2021年の毎日新聞社のアンケートで「反対」と回答[22]。
- 普天間基地の辺野古移設をめぐる政府と沖縄県の対立をどう考えるかとの問いに対し、2021年の毎日新聞社のアンケートで「政府は埋め立てを即中止すべき」と回答[22]。
- 徴用工訴訟などの歴史問題をめぐる日韓の関係悪化についてどう考えるかとの問いに対し、2021年の毎日新聞社のアンケートで「より強い態度で臨む」と回答[22]。
- 集団的自衛権の行使について、2014年の毎日新聞社のアンケートで「反対」と回答[23]。
- 日本による過去の植民地支配と侵略を認めて謝罪した「村山談話」の見直し論議について、2014年の毎日新聞社のアンケートで「見直すべきでない」と回答[23]。
- 従軍慰安婦に対する旧日本軍の関与を認めた「河野談話」の見直し論議について、2014年の毎日新聞社のアンケートで「見直すべきでない」と回答[23]。

- 第2次安倍内閣が2013年に提出した特定秘密保護法案は同年12月6日に可決成立した[24]。「こうした法律が日本に必要と思うか」との2014年の毎日新聞社のアンケートに対し、「必要でない」と回答[23]。

### ジェンダー
- 選択的夫婦別姓制度の導入について、2021年のNHK、毎日新聞社のアンケートで「賛成」と回答[21][22]。
- 同性婚を可能とする法改正について、2021年のNHKのアンケートで「賛成」と回答[21]。「同性婚を制度として認めるべきだと考えるか」との同年の毎日新聞社のアンケートに対し「認めるべき」と回答[22]。
- クオータ制の導入について、2021年のNHKのアンケートで「どちらかといえば反対」と回答[21]。同年の毎日新聞社のアンケートで「反対」と回答[22]。

### その他
- 「原子力発電への依存度について今後どうするべきか」との問題提起に対し、2021年のNHKのアンケートで「下げるべき」と回答[21]。
- 10%の消費税率について、2021年の毎日新聞社のアンケートで「引き下げるべき」と回答[22]。
- 森友学園への国有地売却をめぐる公文書改竄問題で、2021年5月6日、国は「赤木ファイル」の存在を初めて認めた[25]。しかし5月13日、菅義偉首相はファイルの存在を踏まえた再調査を行わない考えを報道各社に書面で示した[26]。9月の自民党総裁選挙で総裁に選出された岸田文雄も10月11日、衆議院本会議の代表質問で再調査の実施を否定した[27]。国の対応をどう考えるかとの同年の毎日新聞社のアンケートに対し、「さらに調査や説明をすべき」と回答[22]。

## 選挙歴
| 当落 | 選挙                     | 執行日         | 年齢 | 選挙区                   | 政党                           | 得票数    | 得票率 | 定数 | 得票順位 /候補者数 | 政党内比例順位 /政党当選者数 |
| ---- | ------------------------ | -------------- | ---- | ------------------------ | ------------------------------ | --------- | ------ | ---- | ------------------ | ---------------------------- |
| 落   | 第42回衆議院議員総選挙   | 2000年06月25日 | 37   | 東京都第7区              | 自由党                         | 2万5910票 | 11.22% | 1    | 4/5                | 8/2                          |
| 落   | 2003年長崎県議会議員選挙 | 2003年4月13日  | 40   | 佐世保市選挙区           | 無所属                         | 7980票    | ーー   | 8    | 9/18               | /                            |
| 当   | 2007年長崎県議会議員選挙 | 2007年4月8日   | 44   | 佐世保市選挙区           | 無所属                         | 9851票    | ーー   | 8    | 8/11               | /                            |
| 当   | 2011年長崎県議会議員選挙 | 2011年4月10日  | 48   | 佐世保市・北松浦郡選挙区 | 無所属                         | 9800票    | ーー   | 9    | 9/11               | /                            |
| 落   | 第46回衆議院議員総選挙   | 2012年12月16日 | 50   | 長崎県第4区              | 日本未来の党                   | 1万7269票 | 10.83% | 1    | 3/4                | 7/1                          |
| 落   | 第47回衆議院議員総選挙   | 2014年12月14日 | 52   | 長崎県第4区              | 生活の党                       | 9303票    | 7.62%  | 1    | 3/5                | 2/0                          |
| 落   | 第24回参議院議員通常選挙 | 2016年07月10日 | 53   | 参議院比例区             | 生活の党と山本太郎となかまたち | 1万1878票 | ーー   | 48   | /                  | 3/1                          |
| 落   | 第48回衆議院議員総選挙   | 2017年10月22日 | 54   | 長崎県第3区              | 希望の党                       | 3万5554票 | 25.28% | 1    | 2/4                | 15/4                         |
| 比当 | 第49回衆議院議員総選挙   | 2021年10月31日 | 58   | 長崎県第4区              | 立憲民主党                     | 5万5577票 | 41.76% | 1    | 2/4                | 1/4                          |
| 落   | 第49回衆議院議員補欠選挙 | 2023年月22日   | 60   | 長崎県第4区              | 立憲民主党                     | 4万6899票 | 41.76% | 1    | 2/1                | /                            |
| 落   | 第50回衆議院議員総選挙   | 2024年10月27日 | 61   | 長崎県第3区              | 立憲民主党                     | 6万8494票 | 38.34% | 1    | 2/3                | 7/4                          |